# 李超鵬
李超鵬（英語：Joseph Lee，1940年—），香港畫家。從事教育工作二十多年後，專心繪畫。作品以西畫技法表現東方精神，描繪大自然為主，清新澹遠，探索大自然與人之關係，處處表現人之渺小。近年嘗試借助文化藝術活動的形式，推動簡樸生活、回歸自然、修養心性三個理念。

## 生平
李超鵬生於香港，抗戰時隨母避居澳門，大學時修讀數學與中國文學，從事教育工作二十多年，八七年移居溫哥華，專心從事藝術創作。於涉獵水彩、塑膠彩、版畫、雕刻等媒介後，專注油畫。九二年回港，仍舊寄情繪事，同時繼續思考人生，體驗到人若能秉持簡樸生活、回歸自然、修養心性這三個理念  ，並時而習之，便可以得到持久快樂、內心和平。而繪畫則成為他 『 此心安處 』 的家鄉。「繪畫提供了李超鵬另一個空間。李超鵬的畫不是停留於作為自己宣洩不滿的聲音，而是一個憑藉他的幻想再拼貼出的理想國、一個恬靜的空間。就在這樣的空間，畫家尋回所失去的點點。」

## 畫風
作品以描繪大自然為主，清新澹遠，探索大自然與人之關係，處處表現人之渺小，惟有與大自然融合，才可得到內心平衡： 「大自然到處都是未經污染的純真、毫不設防的深情。走近大自然，釋放自己，撇掉屏障，漸漸與萬化冥合，明白人在眾生中的如實位置，便可消除恐懼和不安，心無罣礙。」 這是東方「人法地」的思維，「用的是油彩，卻在山水風景裏看見國畫的筆觸與精神。」 是「以西方藝術媒體，去表現中國人對大自然 『 天人合一 』 的傳統思想。他從充滿詩意的大自然得到啟發，找到了對生活的態度。透過繪畫，他表達了從大自然所領悟到的人生價值觀。」 繪畫是他默默耕耘的田地，「每當看到他那瘦而有力的身軀，就好像見到鄉裏那勤奮純樸的農夫，耕種那一塊土地，年復年，日復日。」
表現於畫布上，可看到「李超鵬的色彩變化多端，而且充滿對比，十分引人入勝。… 細心觀看，則感受到李超鵬對大自然的情感跟西方畫家是截然不同的，表現方式也不一樣。莫奈鍾情於大自然光線的變幻莫測，梵高樂於變現大自然的生命力，他們都以變現大自然的形態去歌頌自然。然而，李超鵬筆下的大自然卻別有一種神聖意境，他著重表現人與大自然的密切關係，他認為人類是大自然的一部分；人類沒有權力去支配或改變大自然。」 「李超鵬的畫，畫法是西方的，但意境是東方的，很有一點無奈、失落的味道。」
畫的背後，有深邃的思想支撐著。「許多大名鼎鼎的畫家，我就看不出有什麼令人驚嘆的思想或創意 — 是的，在思想上，他們不及李超鵬。」  「他擅於將自己對含有禪意的哲學邏輯理念的追求幾乎同時地體現在對繪畫這一平面造型藝術的美的探索過程中，有機地令到兩者融合，相輔相成，互相輝映，以致彼此唱和的奇妙韻律在在散播，甚至滿盈於他的許多作品。」
他自成一格地表現山形樹色，「常以綠為主，輔以紫或黃，細緻筆法呈現高聳參天的林木，在微風中枝葉搖動的韻律；或夏天滿目翠葉，遍地嫩草當中，橫亙一道自然界的草葉 『 縫眼 』 …」
繪畫之外，亦喜好文學，特別喜歡詩詞， 「對詩詞的愛好一直不減。尤喜詞的意境幽美，句子長短交錯，讀來韻味無窮。『 詩莊詞媚 』，詩宜言志，詞宜寫情，而情自是人生當中最微妙，最寶貴，最精彩的東西。」 唸中學時，國文老師「一踏進教室便來回踱步，高聲吟誦古詩文。… 但覺時急時緩，時輕時重，抑揚頓挫，音韻鏗鏘。」 至今仍不時以此法吟誦古詩詞，聽者不知不覺竟也搖頭晃腦起來。有時亦寫新詩，也是清新可讀。
近年嘗試借助文化藝術活動的形式，推動簡樸生活、回歸自然、修養心性這三個理念，期望在紛亂的世界中，尋求內心一片安身立命的樂土。

## 個展錄
- 1989   香港吉之島百貨畫廊
- 1991  「中國印象」 奧地利格拉茲市省郵電局畫廊
- 1991  「遠方囈語」 加拿大溫哥華市楓嶺區立美術館
- 1992  「蹤跡」 香港藝術中心
- 1994  「雪舞春漸」 香港視覺藝術中心
- 1994   台北逸仙坊
- 1994  「關西個展」 日本大阪府池田屋
- 1995  「大地之歌」 日本橫濱市那由他畫廊
- 1995  「楓丹夏染」 香港視覺藝術中心
- 1996   香港添福畫廊
- 1998  「流水有意」 香港大學美術博物館
- 2002  「此中有詩意」 香港視覺藝術中心
- 2002  「此中有詩意」 德國巴特洪堡 Gotisches Haus
- 2002  「古詩今讀」 香港嶺南大學圖書館
- 2005  「古詞今話」 香港大學圖書館
- 2007  「復得返自然」 香港大學美術博物館
- 2009   "A Searching Soul" 澳門澳感廊
- 2009—   香港葵里畫廊

## 畫作選

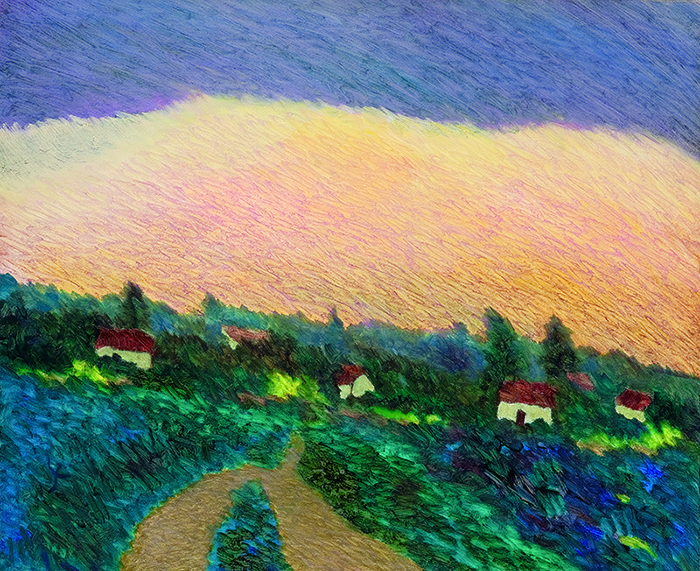
village sunset  2000
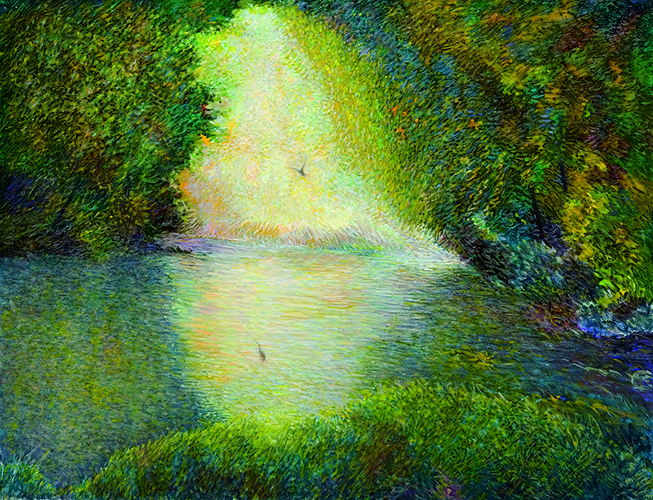
the lighted lagoon  2003
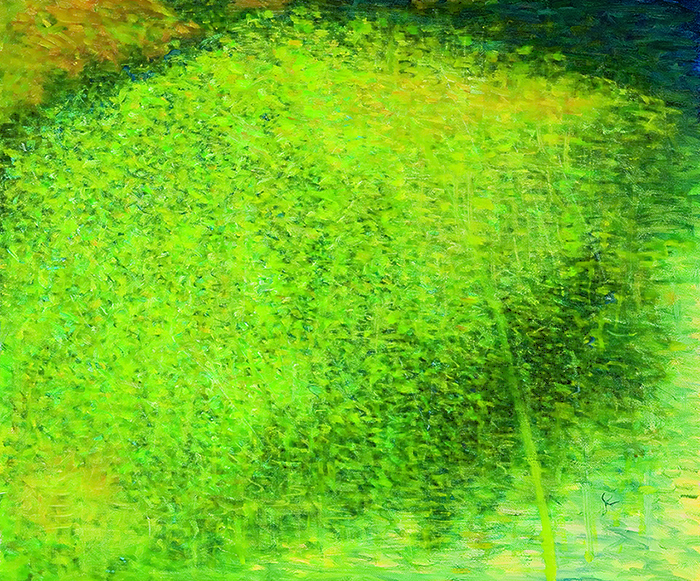
rain in lake  2004
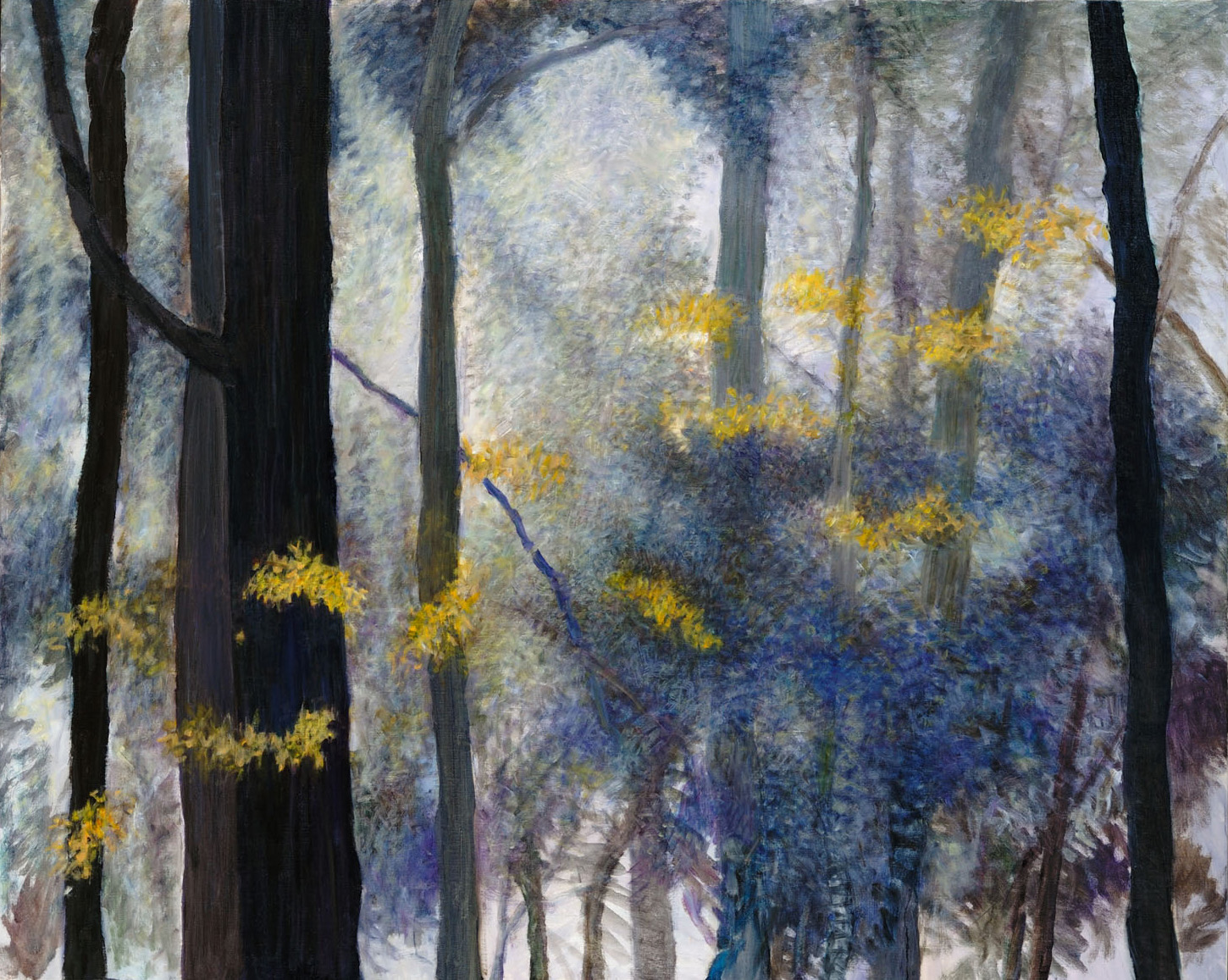
forest with yellow leaves  2007
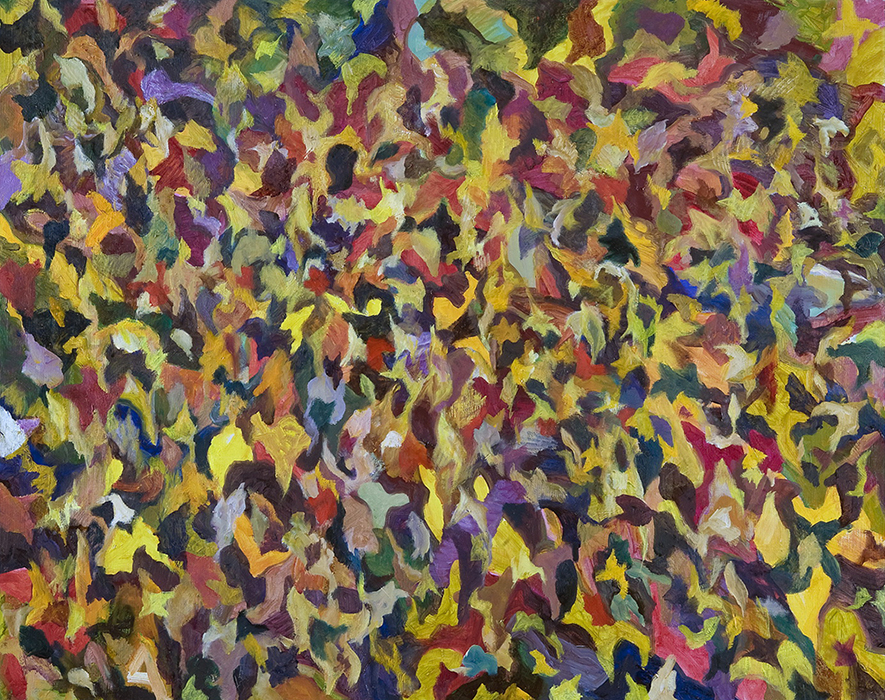
leaves on the ground  2008
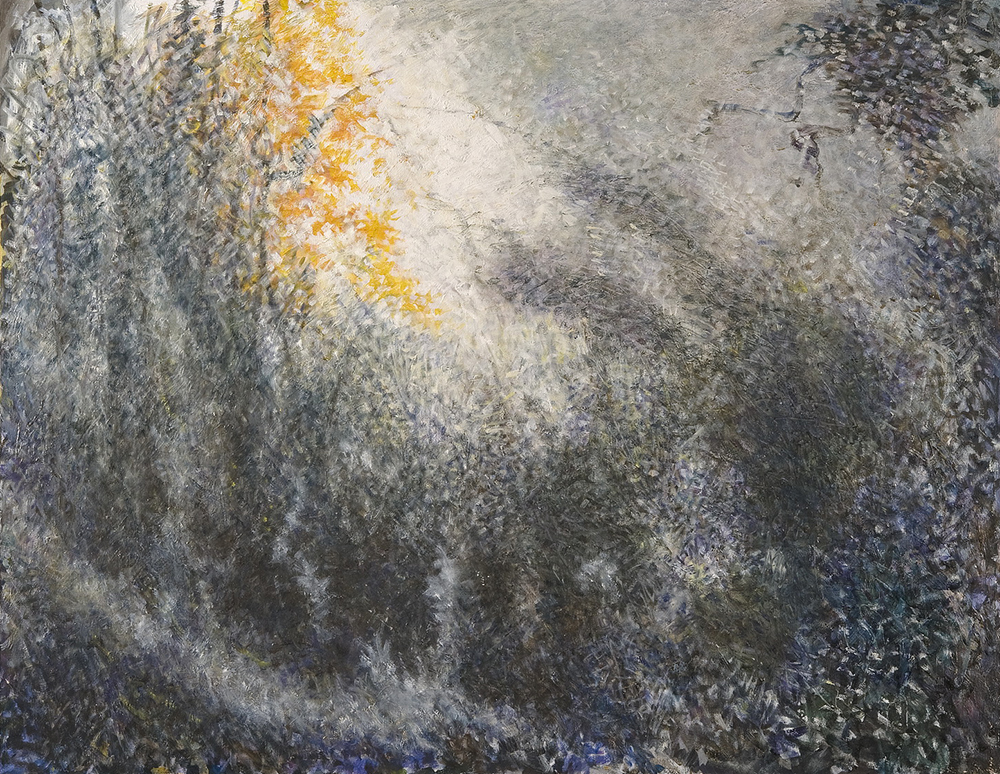
Rhine forest  2009
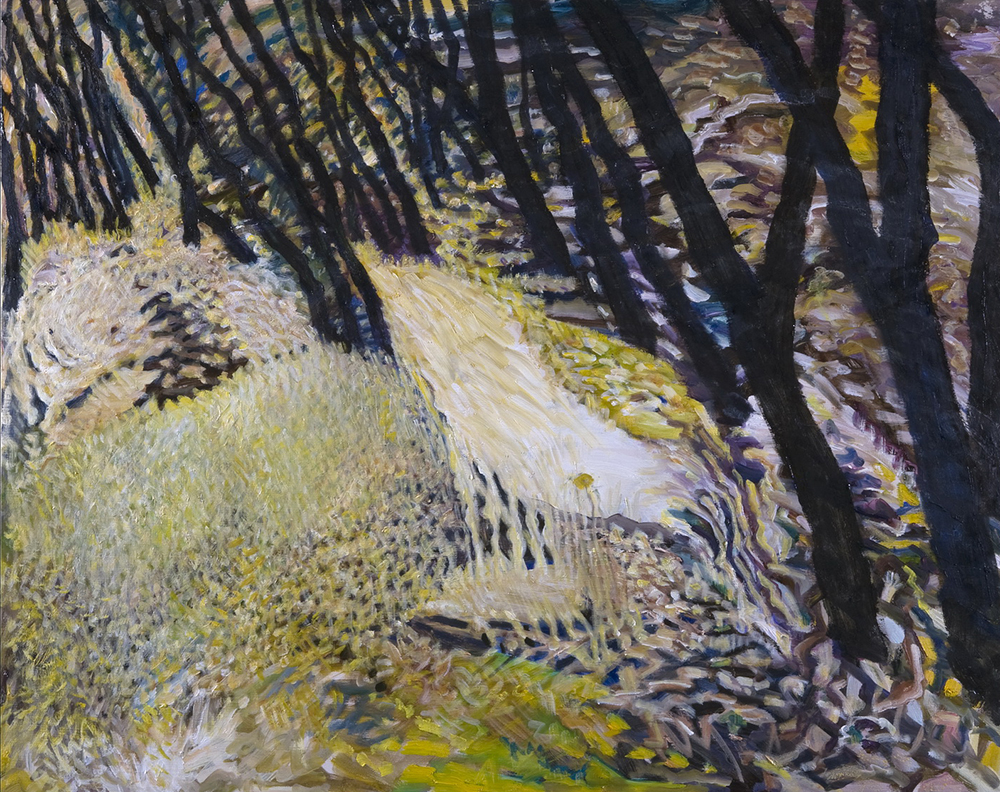
landscape  2011
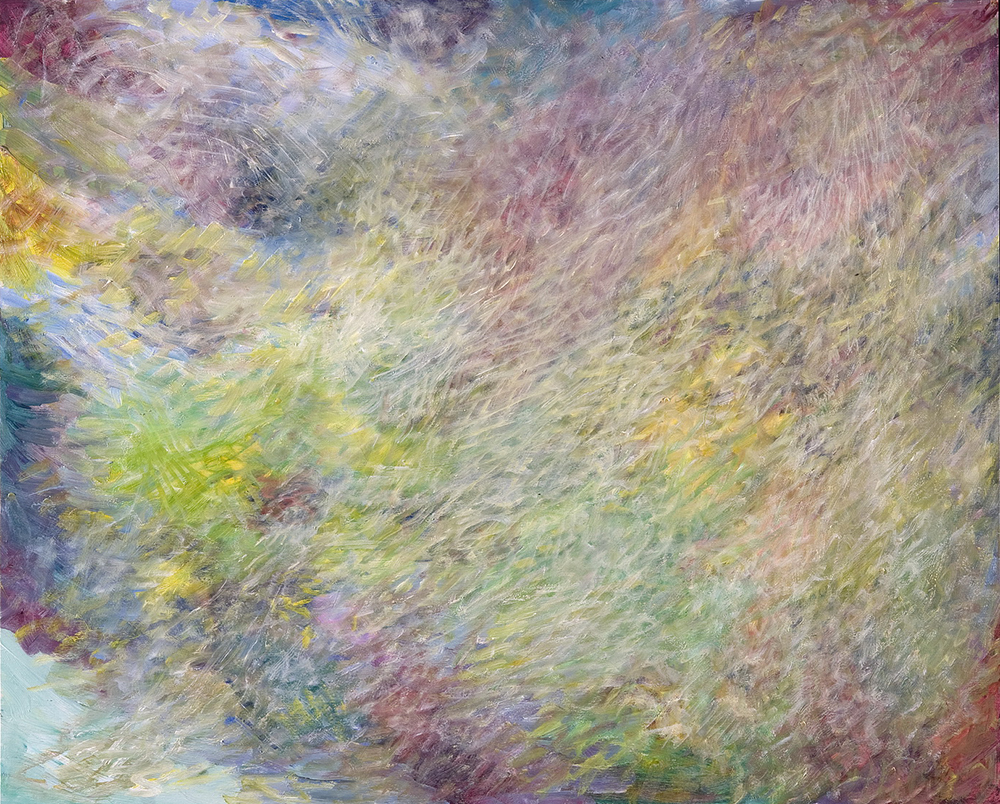
leaves and water  2012
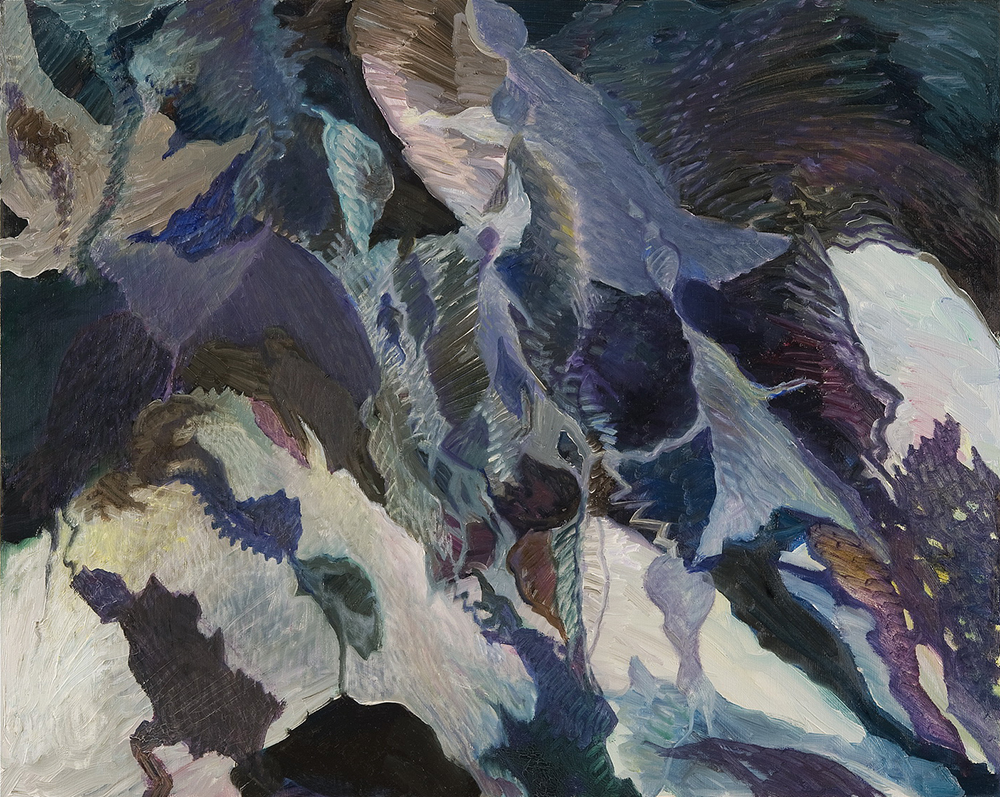
leaves  2012
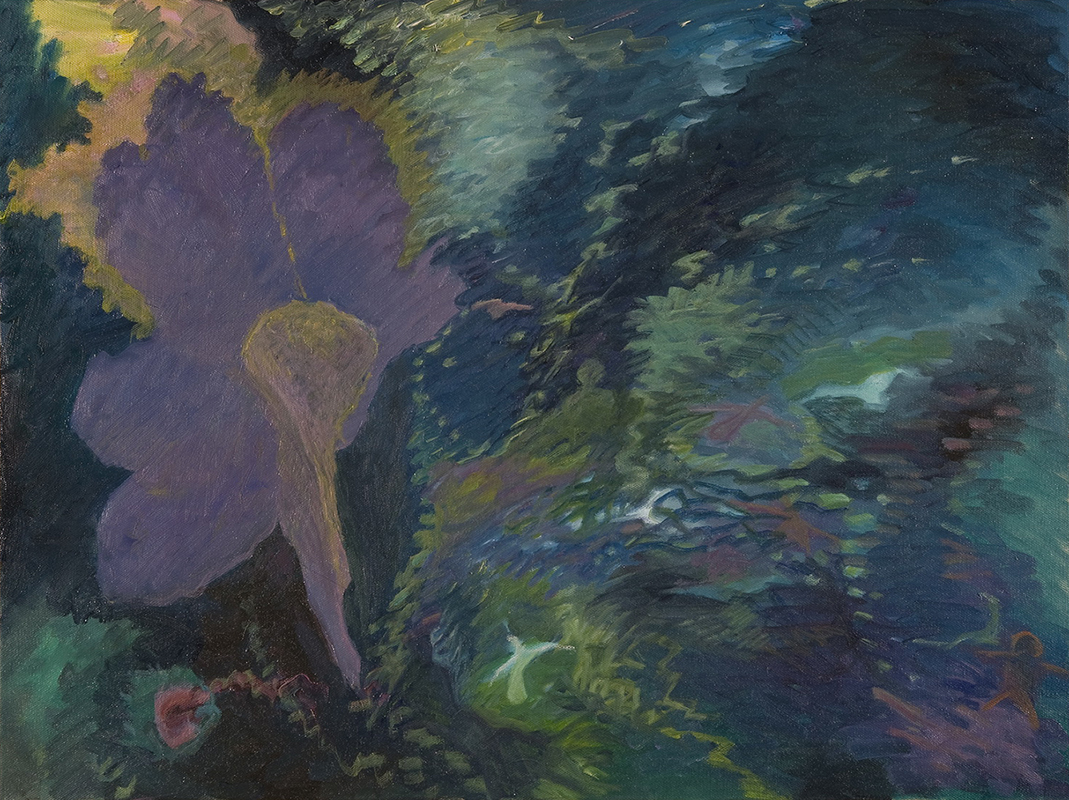
lotus  2012

## 著作
- 《一覺十年》 132頁，選 1987-1997 年 一百二十幅畫作，附六十首新詩及林舜玲英譯  葵里畫廊 1997 (ISBN 9628413015)
- 《此中有詩意》 96頁，畫作選自同名畫展；梁秉鈞序  葵里畫廊 2002 (ISBN 9628413023)
- 《古詩今讀》 96頁，44首動人古詩，連解說、英譯 及 附畫  葵里畫廊 2003 (ISBN 9628413031) 〈網上版 （页面存档备份，存于）〉
- 《古詞今話》 96頁，44首最美古詞，連注解、語譯、解說、英譯 及 附畫  葵里畫廊 2005 (ISBN 962841304X)  〈網上版 （页面存档备份，存于）〉
- 《復得返自然》 132頁，選 1997-2007 年 六十一 幅畫作，附六十一首新詩及林舜玲英譯  葵里畫廊 2007 (ISBN 9789628413058)
- 《山中雜詩》 126頁，60首新詩，談人生，說自然，連 英譯 及 附圖 2008 〈網上版 （页面存档备份，存于）〉

### 資料來源
1. ↑  三個理念，見 〈雨施舍網頁 （页面存档备份，存于）〉
2. ↑  吳朗欣：《從李超鵬的畫看畫家對身處的社會及身份的感覺》，香港科技大學碩士課程論文，1999年十二月十五日
3. ↑  繪畫風格，見《灼見名家》網頁：〈從《一覺十年》看李超鵬的畫風 的存檔，存档日期2015-04-02.〉 及 〈李超鵬畫裏編織荒唐夢 的存檔，存档日期2015-04-02.〉
4. ↑  李超鵬：《復得返自然》序；《復得返自然》 p2，葵里畫廊 2007, 132pp, 28x29cm, ISBN 9789628413058
5. ↑  也斯：《色彩的詩》，明報，2002年一月十四日， p D6
6. ↑  香港大學 展覽介紹: 《復得返自然》 （页面存档备份，存于）
7. ↑   雨點：《李超鵬 — 我的藝術家朋友系列》，遊花園，創刊號，1999年四月
8. ↑  梁之之：《復得返自然》展覽導引
9. ↑  邵偉意：《李超鵬異地追求繪畫夢》，明報，1994年三月十九日，p E8
10. ↑  張五常：《從李超鵬的畫說起》，一週刊 204期，1994年二月， p 148-149
11. ↑  李又白：《我看李超鵬的新作》，明報月刊，1994年三月， p71
12. ↑   何鸞：《好福氣的畫家：李超鵬》，信報，1998年四月十四日，p 28
13. ↑  李超鵬：《古詞今話》序，《古詞今話》 p2，葵里畫廊 2005, 96pp, 17x19cm, ISBN 962841304X
14. ↑  李超鵬：《古詞今話》序，ibid, ISBN 962841304X
15. ↑  活動種種，見  〈葵里畫廊網頁 （页面存档备份，存于）〉